# 英钱
英钱（英語：pennyweight，缩写：dwt），或译为本尼威特、便士重，英美重量单位，等于24格令、1⁄20金衡盎司或1⁄240金衡磅，约等于0.054857常衡盎司或1.55517384 克。

## 历史
在中世纪，一个英国便士的重量是相差无几的，在货币方面，1便士等于1⁄20盎司或1⁄240标准纯银磅。当时所用的磅是塔磅。中世纪的英国便士等于32塔衡格令（也称麦格令）。1527年，金衡制代替塔衡制，在金衡制中，旧的塔衡磅等于5400金衡格令（也称巴利肯/大麦粒），塔衡英钱为221⁄2金衡格令，约等于1.46克。1527年后，英钱改用金衡制英钱。

## 应用
在1878年的《重量及计量条例》中，金衡磅和英钱已失去了在英国的法定单位地位；仅金衡盎司及其十进制辅助单位仍具法定地位。金衡盎司在英国享有特殊的免除米制化的法律地位。
英钱是贵金属估值和测量时的常见单位。珠宝商利用英钱来计算在制作珠宝时贵金属的使用量和成本。同时，牙医和牙科实验室也仍使用英钱来计量牙套和牙齿镶补所用的贵金属。
英钱最常见的缩写是“dwt”，其中“d”源自罗马的迪纳厄斯（denarius），“d”在英国货币制度改为十进制之前是便士的缩写。英钱的其他缩写还有“pwt”和“PW”。

## 记重之外的用途
尽管缩写相同，但本尼威特与便士钉的实际重量无关，而是指一百根钉子的价格。
英钱与现行的便士硬币的重量也没有关系，如1982年后铸造的美国便士（一般称“美分”）每枚重达2.5g。

## 换算
| 单位   | 格令  | 英钱  | 盎司（金衡制） | 磅（金衡制） | 克     |
| ------ | ----- | ----- | -------------- | ------------ | ------ |
| 1 英钱 | 24 gr | 1 dwt | 1⁄20 oz        | 1⁄240lb      | 1.555g |